# 磁気スキルミオン

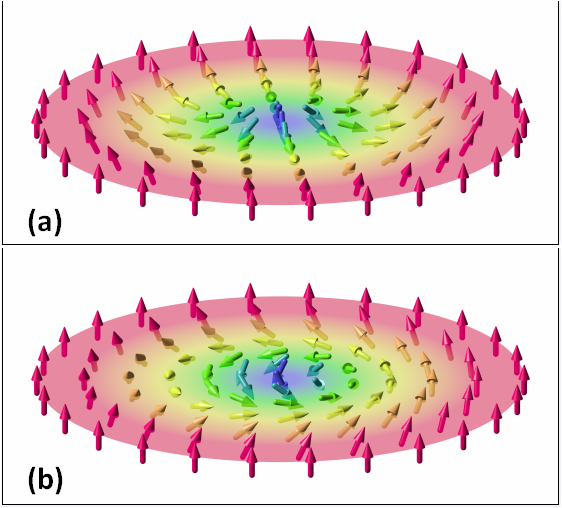
図1：二種類の二次元磁気スキルミオン。a) ハリネズミ状スキルミオン、b) 渦状スキルミオン。

物理学において、磁気スキルミオン（じきスキルミオン、英: magnetic skyrmions、単にスキルミオンとも）は、磁性体中の渦状スピン配向を準粒子としてモデル化したものである。イギリス人物理学者トニー・スカームの考案したモデルを援用して理論的に予言されたためこの名がある。その後、実験的な観測例も多数報告されている。磁気スキルミオンの定義の大筋は事実上確立されているが、細部では様々に異なる解釈が存在する。
シリコマンガンのようなバルク磁性体や、磁性薄膜上に生じることが知られている。これらはアキラル（図1a）となることもキラル（図1b）となることもあり、動的励起状態として現われることも、安定もしくは準安定状態として現われることもある。

## 概要
ほとんどの理論では、マイクロ磁気学で用いられる連続場近似に基づいて形式化されたトポロジー（物体が空間を占める様式や形状を分類する数学分野）によって磁気スキルミオンを記述している。一般的に、磁気スキルミオンを特定するには非零の整数であるトポロジー量子数（化学的なトポロジカル・インデックスとは異なる）が用いられる。この値は回転数や、トポロジカルチャージ（電荷を指すチャージとは関係がない）、トポロジカル量子数（ただし、値が「量子化」されていることを除けば、この指標は量子力学や量子現象とは関係がない）、またはより漠然と「スキルミオン数」と呼ばれたりする。 場のトポロジー指標は数学的に次のように記述できる。

ここで、n はトポロジー指標、M は磁性薄膜、極薄膜、バルク膜における局所的磁化の方向の単位ベクトルを表し、積分領域は二次元空間とする（三次元空間への一般化も可能である）。
この方程式が記述する物理は、ある種のスピン配向である。この配向においてスピンはほぼ全域で薄膜面に正規直交するが、ある特定の領域だけが例外で、そこではスピンの向きが徐々に反転していき、ほかとは反平行な向きに至る。二次元等方性を仮定すると、円対称性を示すような配向の自由エネルギーが最低となり、（二次元スキルミオンの場合は）図1に示すような配向となる。一次元の場合について、「スキルミオン性の」磁壁対の周りに生じる磁化変化と、トポロジー的に自明な磁壁対の周りに生じる磁化変化との違いを図2に示す。前者の一次元スキルミオンのスピン配向は、二次元ハリネズミ状スキルミオン（図1a）を直径で切断し、切り口に沿って局所的スピンの向きの変化を追っていったものと等価である。
ここで、上述のトポロジー指標条件を満たす二つの異なる配向が存在することを確認しておこう。それらの間の区別は、図1に示した二種類のスキルミオンをそれぞれ縦に切断し、断面に沿って局所的なスピンの向きの変化を観察すれば明らかになる。図1 (a) の場合、直径に沿った磁化の変化はサイクロイド状になっている。この種類のスキルミオンは「ハリネズミ状スキルミオン」 (hedgehog skyrmion) として知られる。図1 (b) の場合、磁化の変化は螺旋状になっており、「渦状スキルミオン」 (vortex skyrmion) と呼ばれることが多い。

## 応用

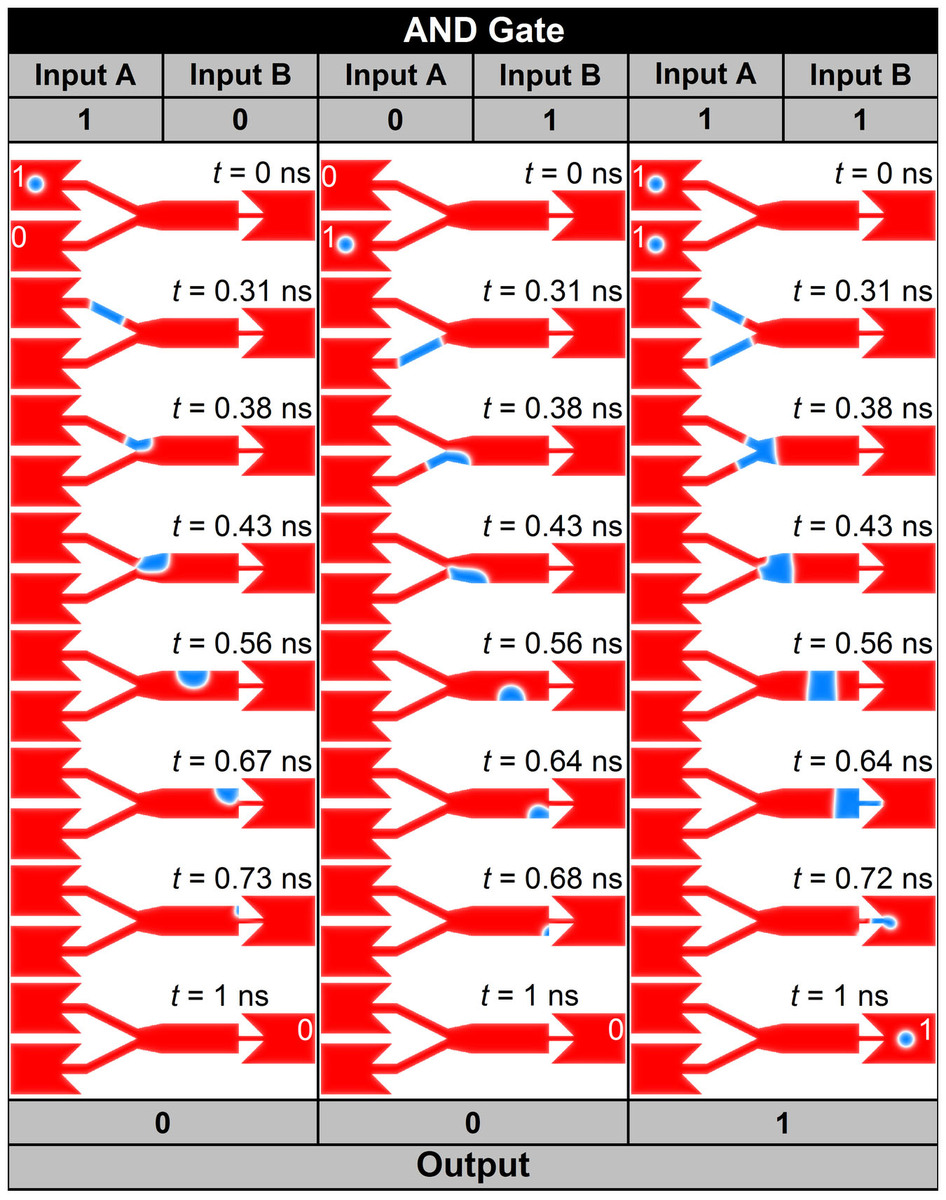
図3：スキルミオンによる論理 AND 演算。スキルミオンは論理 1 を表わし、強磁性基底状態は論理 0 を表わす。左：1+0=0 に対応する AND ゲートの動作。中：0+1=0 に対応する AND ゲートの動作。右：1+1=1に対応する AND ゲートの動作。

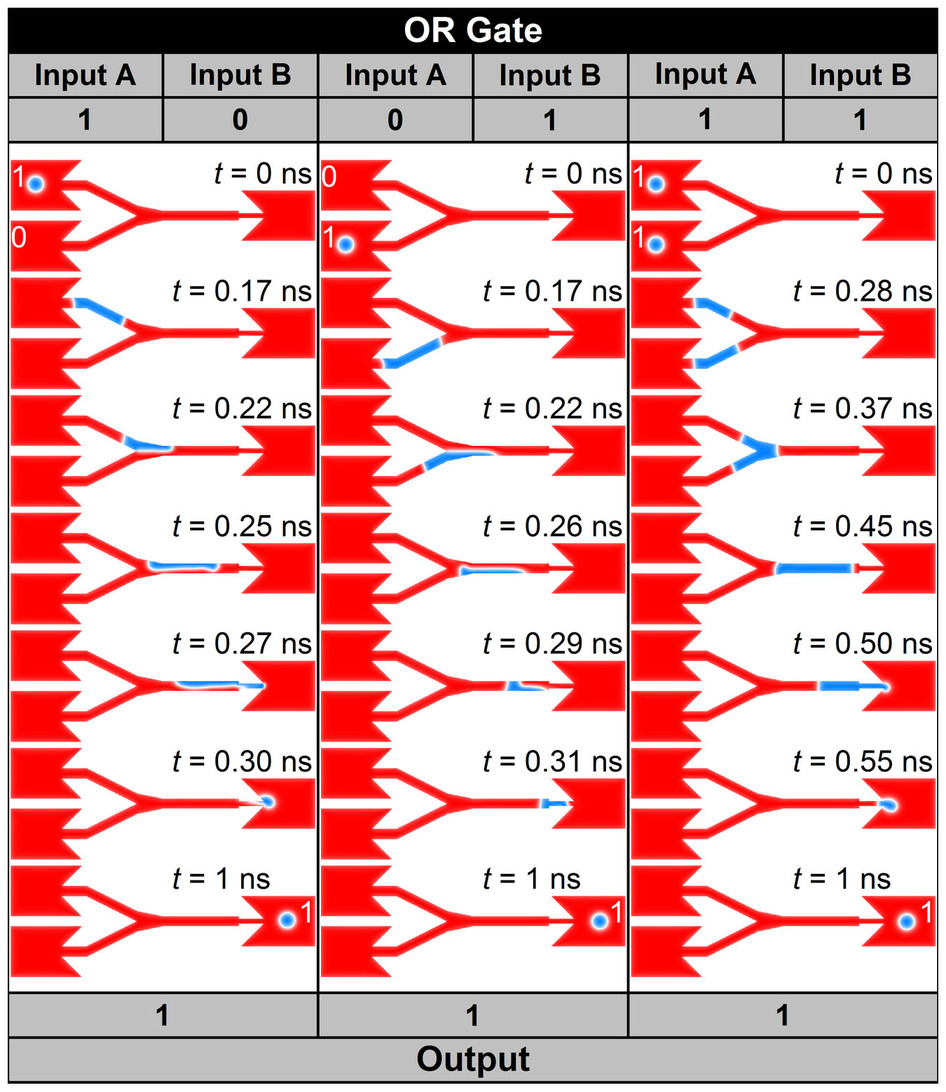
図4：スキルミオンによる論理 OR 演算。スキルミオンは論理 1 を表わし、強磁性基底状態は論理 0 を表わす。左：1+0=1 に対応する AND ゲートの動作。中：0+1=1 に対応する AND ゲートの動作。右：1+1=1 に対応する AND ゲートの動作。

磁気スキルミオンを用いることにより、単一磁区を用いるものよりも格段に（単位体積あたりの）エネルギー的に安定なディスクリート磁気状態を実現できると期待されている。このため、磁気スキルミオンの有無をビットとして情報を符号化するメモリや論理素子が将来的に構想されている。また、動的磁気スキルミオンは強いブリージング (breathing) を示すため、スキルミオンベースのマイクロ波技術につながりうる。さらに、薄膜またはナノトラック上の磁気スキルミオンの位置をスピン流もしくはスピン波により操作できることがシミュレーションにより示唆されている。したがって、磁気スキルミオンは未来型のレーストラック型インメモリ論理演算技術の候補としても考えられている。

### 発見と応用の歴史
2009年初頭、ミュンヘン工科大学のセバスティアン・ミュールバウアー、クリスティアン・プフライダラー、ペーター・ベーニと、理論家のアヒーム・ロシュ（ケルン大学）らは、磁性固体（−245 °C に冷却し、0.2 T の磁場を印加したシリコマンガン結晶）においてスキルミオン格子を直接観測することに初めて成功した。キール大学とハンブルク大学、およびユーリッヒ研究センターの研究者グループは、外部磁場なしのスキルミオンの初発見についての論文を2010年9月に投稿し、2011年1月に発表した。2013年、ハンブルク大学の研究者は、スキルミオンをある表面上に意図的に生成および消滅させることに成功した。これにより、情報技術分野への応用が近づいた。
スキルミオンは、従来の磁気デバイスが利用していたよりも数桁弱い磁場下で動作することができる。2015年、磁気スキルミオンを室温条件で作成・操作できる実用的な方法が発表された。そのデバイスでは磁化されたコバルト円盤の配列を用いてコバルトおよびパラジウム薄膜上に人工スキルミオン格子を実現している。真円度を制御した非対称磁性ナノドットが垂直磁気異方性 (PMA) のある基盤層の上に整列している。極性は調整された磁場配列により制御され、磁力計による測定で実証されている。基盤層の界面領域に、臨界イオン照射によって PMA を抑制することにより、渦構造が刷り込まれている。スキルミオン格子は偏極中性子回折法および磁気抵抗効果の計測により確認された。

## スキルミオン格子
バルクや薄膜上に安定状態として現われるスキルミオンは、三角形状格子を成す場合が多い。準安定状態として四角形状格子を成す場合もある。

## 安定性の理由
スキルミオン磁化配向では、ほかのスピンと逆の方向を向いていた原子スピンが180°反転して周りと向きを揃えるにはエネルギー障壁を超えなくてはならない。それゆえこの配向は安定であることが予言される。このエネルギー障壁は曖昧に「トポロジカル保護」 (topological protection) に由来するものと説明されることが多い（#トポロジー的安定性とエネルギー的安定性の節を参照）。
系の磁気相互作用次第で、系の自由エネルギーが最小化されたときにスキルミオントポロジーが安定となる場合もあれば、準安定や不安定となる場合もある。
孤立スキルミオンにも、スキルミオン格子にも理論的解が存在する。しかし、スキルミオンの安定性と振る舞いの性質は系の相互作用の種類によって大きく異なるため、著しく異なるものが等しく「スキルミオン」と呼ばれることがありえる。この理由から、特定の磁気相互作用から生じる、安定性に関する一連の性質を持った磁気構造に対して「スキルミオン」という用語を使用しない物理学者もいる。
近年、スキルミオンの安定性が圧力の印加によって劇的に変化することが実験的に発見された。

## 磁気スキルミオンの複数の定義
一般に、磁気スキルミオンの定義は二つのカテゴリーに分けられる。どちらのカテゴリーを用いるかは、主にどの性質を強調したいかによって変わってくる。カテゴリーの一つはトポロジーに厳密に基く。この定義は磁気構造のトポロジーに依存する物性、たとえば動的挙動を考察する場合に適切だろう。もう一つのカテゴリーは、ある種のソリトン的磁気構造が持つ固有のエネルギー的安定性を強調するために用いられる。このようなエネルギー安定性は、ジャロシンスキー・守谷相互作用 (DMI) として知られる一種のキラル相互作用によって生じる場合が多いが、必ずというわけではない。
1. 数学的に表現すると、前者のカテゴリーの定義では、スピンテクスチャのスピン空間変化が次の条件を満たすとき、磁気スキルミオンと呼ばれる。{\displaystyle {\tfrac {1}{4\pi }}\int {\boldsymbol {M}}\cdot \left({\frac {\partial {\boldsymbol {M}}}{\partial x}}\times {\frac {\partial {\boldsymbol {M}}}{\partial y}}\right)\mathrm {d} x\mathrm {d} y={n}} ここで n は n ≥ 1 を満たす整数である。
2. 後者のカテゴリーの定義でも、磁気スキルミオンは同じ条件{\displaystyle {\tfrac {1}{4\pi }}\int {\boldsymbol {M}}\cdot \left({\frac {\partial {\boldsymbol {M}}}{\partial x}}\times {\frac {\partial {\boldsymbol {M}}}{\partial y}}\right)\mathrm {d} x\mathrm {d} y={n}} を満たすスピンテクスチャとして規定される。n はやはり n ≥ 1 を満たす整数である。ただし、それに加えて、空間並進に対してエネルギー的に不変な磁気ソリトンを安定とするようなエネルギー項が必要だとされる（空間並進に関する条件には、ある種のナノ構造で発生する閉じ込め効果など、系外の因子による構造安定化を除外するという意味がある）[要出典]。

前者の磁気スキルミオンの定義は、より条件が厳しい後者の定義の上位集合となっている。前者の定義の存在意義は、励起に対する動的応答をはじめとするスピンテクスチャの物性がトポロジーそのものによって決定されるところにある。

後者の定義は、いくつかの n ≥ 1 磁気配向が持つ本質的な安定性を強調するために用いられることがある。そのような安定性をもたらす相互作用は、数学的に様々な表現が可能である。例えばそのような表現の一つとして、場を記述するために二次または四次程度の高次空間微分項を用いる方法が挙げられる（素粒子物理学において連続場モデルについてトニー・スカームがもともと提案した機構）。また別の表現として、リフシッツ不変量として知られる一次微分の汎関数（磁化の一次空間微分に線形なエネルギー寄与分）も後にアレクセイ・ボグダノフにより提案された（そのような一次微分の汎関数の例としてジャロンシンスキー・守谷相互作用が挙げられる）。いずれにしても、エネルギー項が作用すると、偏微分方程式系にトポロジー的に非自明な解が生まれる。言い換えれば、エネルギー項が作用することにより、局所的な有限領域の中にトポロジー的に非自明な磁化配向が生まれ、それが自明な基底状態に比して安定もしくは準安定となる。つまり磁気ソリトンの存在が可能となる。後者の定義のスキルミオンの存在を可能とするようなエネルギー項を持つハミルトニアンを次に例示する。
ここで、四つの項はそれぞれ交換相互作用、ジャロシンスキー・守谷相互作用、ゼーマン相互作用（磁場下の磁気双極子に作用する「通常の」トルク）、磁気異方性（典型的には結晶磁気異方性）相互作用に対応するエネルギーである。式 (2) には双極子項、すなわち原子間の「脱磁化」相互作用は含まれていないことに留意されたい。式 (2) と同じように、「二次元的」磁性極薄膜のシミュレーションでは双極子相互作用は比較的影響が小さいためしばしば省略される。

## トポロジーの役割

### トポロジー的安定性とエネルギー的安定性
非自明なトポロジーはそれ自体がエネルギー的安定性を含意するわけではない。実際、トポロジーとエネルギー的安定性との間に必要条件は存在しない。したがって、数学的な概念である「トポロジー的安定性」と、実際の物理系のエネルギー的安定性とを混同しないように注意が必要である。トポロジー的安定性とは、連続場により記述される系が一つのトポロジー的状態から別の状態へと転移するためには、連続場が断裂し、不連続が生じる必要があるという考えを指す。例えば、柔軟なドーナツ状（トーラス）風船を普通の球状の風船に変形させたい場合、ドーナツ状風船の表面のどこかを裂く必要がある。このようなとき、数学的にはドーナツ状風船は「トポロジー的に安定」であるという。しかし、物理学上は、ある「トポロジー的な」状態から別の状態への転移を可能とする断裂を生じさせるのに必要な自由エネルギーは常に有限である。例えば、ゴム風船を平らな断片にしたければ針でつつけばよい（後は勝手に破裂してくれる）。したがって、トポロジーという数学的な概念だけで近似的に物理系を記述できるとしても、エネルギー的安定性などの性質はトポロジーではなく物理的なパラメータ（上の例ではゴムの強度）によって決まる。系のトポロジー的安定性とエネルギー的安定性の間で意味のある対比を行うためには、場の断裂に必要な有限なエネルギーを表すため、非零の現象論的な「場の剛性」のようなアナロジーを用いる必要がある。場の剛性をモデル化し、積分することは場の破壊エネルギー密度の計算になぞらえることができる。このような考察から、しばしば「トポロジカル保護」または「トポロジカル障壁」と呼ばれるものは、より厳密にはやや煩雑ながら「トポロジー関連のエネルギー障壁」と呼ばれるべきことが示唆される。

### さらなる考察
n = 1 の磁気構造が実際には「トポロジー」の力で安定化されているのではなく、系を特徴づける場の剛性パラメータによって安定化されているのだという事実を認識しておくことは重要である。とはいえ、トポロジーがエネルギー的安定性にほとんど関係しないわけではない。逆にトポロジーは、それなしでは有り得なかった安定な磁気状態の存在を可能にする場合がある。ただし、トポロジーそのものが状態の安定性を保証するものではない。ある状態がそのトポロジーに関係する安定性を持つためには、場の剛性が非零である必要がある。したがって、トポロジーはある類の安定な対象が存在することの必要条件であるが十分条件ではないといえる。このような区別は衒学的に見えるかもしれないが、トポロジー（たとえば n = 1 ）は同一ながらも、異なる磁気相互作用を受けている二つのスピン配向を考えてみれば、その物理的動機が明らかになるであろう。たとえば、磁性極薄膜に対して直交する方向に結晶磁気異方性を持つスピン配向と、異方性を持たないスピン配向とを考えてみよう。この場合、トポロジーは同一であるにもかかわらず、異方性の影響を受ける n = 1 配向の方が影響を受けない n = 1 配向よりも安定となる。その理由は、場の剛性が異方性によって強められることと、トポロジーではなく場の剛性こそがトポロジー状態を保護するエネルギー障壁を与えるためである。
最後に、トポロジーが n = 1 配向を安定化しているのではなく、逆に（系の相互作用に依存する）場の安定性が n = 1 トポロジーを選好している場合について考察しておこう。これは言い換えれば場の構成要素（磁気スキルミオンの場合は磁性原子）の最安定配向が、実際に n = 1 トポロジーで記述される配向になっているということである。たとえば、隣接スピンが一定の角度を成すとエネルギー利得が生じるジャロシンスキー・守谷相互作用の下では、磁気スキルミオンのスピン配向が安定化される。ただし、実用化の観点から言えば、情報の符号化に利用されるのは（スキルミオンの有無という）トポロジーそのものであり、それが安定化される機構ではない。よって、ここでの議論はジャロシンスキー・守谷相互作用を持つ系の応用上の価値を損ねるものではない。
これらの例は、「トポロジー的保護」や「トポロジー的安定性」という用語をエネルギー的安定性という概念の替わりに用いるのはミスリーディングであり、根本的混乱を招きがちだということを示している。

### トポロジー概念の適用限界
トポロジー関連のエネルギー障壁に基づいて推定を行う際には注意が必要である。厳密には連続場にしか適用できないトポロジーによる記述を用いて、不連続な系における構造のエネルギー安定性を推定することはともすれば誤りに通じる。この誘惑に負けてしまうと、物理的な考察の上で問題を引き起こす可能性がある。物理系が連続場により近似できるサイズスケールには限界があるからである。系の磁気テクスチャーを連続場で近似するマイクロ磁気学的モデルに対し、物理的限界（原子スケールでは有効性を失うなど）を考慮せずトポロジーの概念を無差別に適用するのがその例である。実際上、磁性材料中のスピンテクチャーを連続なベクトル場として扱うモデルは、< 2 nm のオーダーのサイズスケールでは原子格子の不連続性のため不正確となる。したがって、このサイズスケール以下の磁気スキルミオンについて語ることには意味がない。